# Артемов Володимир Іванович
Володимир Іванович Артемов (15 грудня 1943, село Барановський Лазавець, тепер село Баранівка Свердловського району Орловської області, Російська Федерація) — киргизький радянський діяч, секретар ЦК КП Киргизії. Кандидат економічних наук. Депутат Верховної ради Киргизької РСР. Депутат Жогорку Кенеша Киргизької Республіки.

## Життєпис
У 1965 році закінчив Тульський політехнічний інститут.
Після закінчення інституту з 1965 року працював майстром дільниці, заступником секретаря комітету комсомолу та секретарем комітету комсомолу Фрунзенського заводу імені Леніна Киргизької РСР.
Член КПРС з 1968 року.
У 1969—1970 роках — інструктор ЦК ЛКСМ Киргизії.
У 1970—1976 роках — 2-й секретар, 1-й секретар Фрунзенського міського комітету ЛКСМ Киргизії.
У 1976—1978 роках — заступник завідувача організаційного відділу Фрунзенського міського комітету КП Киргизії.
У 1978—1980 роках — 2-й секретар ЦК ЛКСМ Киргизії.
У 1980—1983 роках навчався в аспірантурі Академії суспільних наук при ЦК КПРС у Москва, захистив кандидатську дисертацію.
У 1983—1985 роках — інструктор ЦК КП Киргизії.
У 1985—1988 роках — 2-й секретар Таласького обласного комітету КП Киргизії.
У 1988 — квітні 1991 року — 1-й секретар Первомайського районного комітету КП Киргизії міста Фрунзе.
Одночасно з березня 1990 до березня 1991 року — голова Першотравневої районної ради народних депутатів міста Фрунзе.
6 квітня — 31 серпня 1991 року — секретар ЦК КП Киргизії.
У 1991—1999 роках — головний спеціаліст, начальник відділу, перший заступник Чуйського обласного Фонду державного майна Киргизької Республіки, заступник Чуй-Бішкекського територіального Фонду державного майна Киргизької Республіки.
З 1999 до 2002 року — начальник господарського управління АКБ «Курулуш-Банк». 
З 2002 року працював в апараті омбудсмена Киргизької Республіки.
Подальша доля невідома. 

## Нагороди
- медаль «За трудову доблесть»
- дві Почесні грамоти Верховної ради Киргизької РСР